# Teden Mengi
Teden Mambuene Mengi, född 30 april 2002 i Manchester, är en engelsk-angolansk fotbollsspelare som spelar för Luton Town. Hans favoritposition är mittback, och han tillhör Uniteds ungdomsakademi.

## Klubbkarriär
Teden Mengi har spelat många matcher för Manchester Uniteds ungdomslag. Han har även spelat för seniorlaget. Hans debut för seniorlaget var i mötet mot LASK i Europa League 2020, där han blev inbytt i andra halvlek. 
Den 4 januari 2022 lånades Mengi ut till Birmingham City på ett låneavtal över resten av säsongen 2021/2022. Den 31 augusti 2023 värvades han av Luton Town.